# Église Sainte-Mère-de-Dieu de Beşiktaş
L'église Sainte-Mère-de-Dieu (arménien : Սուրբ Աստվածածին եկեղեցի ; turc : Surp Asdvadzadzin Kilisesi) est une église d'Istanbul, dans le quartier de Beşiktaş. Construite en 1831, elle est voisine de l'église Haghios Ghiorgos (Saint-Georges), dont elle partage l'histoire.